# Тонала (муниципалитет Чьяпаса)
Тонала́ (исп. Tonalá) — муниципалитет в Мексике, штат Чьяпас, с административным центром в одноимённом городе. Численность населения, по данным переписи 2020 года, составила 91 913 человек.

## Общие сведения
Название Tonalá с языка науатль можно перевести как «тёплое место».
Площадь муниципалитета равна 1852,5 км², что составляет 2,5 % от площади штата, а наиболее высоко расположенное поселение Син-Пенсар, находится на высоте 1237 метров.
Он граничит с другими муниципалитетами Чьяпаса: на северо-западе с Арриагой, на севере с Вильяфлоресом, на востоке с Вилья-Корсо, и на юго-востоке с Пихихьяпаном, а на юго-западе берега муниципалитета омываются водами Тихого океана.

## Учреждение и состав
Муниципалитет был образован в 1915 году, по данным 2020 года в его состав входит 551 населённый пункт, самые крупные из которых:
| Код INEGI                  | Населённый пункт                                                                              | Численность населения (2005 год) | Численность населения (2010 год) | Численность населения (2020 год) |
| -------------------------- | --------------------------------------------------------------------------------------------- | -------------------------------- | -------------------------------- | -------------------------------- |
| 097                        | Всего                                                                                         | 78516                            | 84594                            | 91913                            |
| 0001                       | Тонала (исп. Tonalá) 16°05′29″ с. ш. 93°45′06″ з. д. (административный центр)                 | 31991                            | 35322                            | 38087                            |
| 0040                       | Парегон (исп. Paredón) 16°03′04″ с. ш. 93°52′03″ з. д.                                        | 6045                             | 6126                             | 6787                             |
| 0017                       | Трес-Пикос (исп. Tres Picos) 15°52′50″ с. ш. 93°31′36″ з. д.                                  | 4281                             | 4403                             | 4180                             |
| 0006                       | Кабеса-де-Торо (исп. Cabeza de Toro) 15°55′59″ с. ш. 93°46′47″ з. д.                          | 3020                             | 3413                             | 3303                             |
| 0033                       | Мануэль-Авила-Камачо (исп. Manuel Ávila Camacho (Ponte Duro)) 15°48′40″ с. ш. 93°35′22″ з. д. | 1866                             | 1778                             | 1866                             |
| 0026                       | Игнасио-Рамирес (исп. Ignacio Ramírez) 16°06′43″ с. ш. 93°52′23″ з. д.                        | 1558                             | 1689                             | 1740                             |
| 0024                       | Уисачаль (исп. Huizachal) 16°03′05″ с. ш. 93°48′05″ з. д.                                     | 1131                             | 1421                             | 1410                             |
| —                          | Прочие                                                                                        | 28624                            | 30442                            | 34540                            |
| Названия на карте Генштаба |                                                                                               |                                  |                                  |                                  |

## Экономическая деятельность
По статистическим данным 2000 года, работоспособное население занято по секторам экономики в следующих пропорциях:
- сельское хозяйство, скотоводство и рыбная ловля — 41,4 %;
- промышленность и строительство — 15,2 %;
- торговля, сферы услуг и туризма — 41,9 %;
- безработные — 1,5 %.

## Инфраструктура
По статистическим данным 2020 года, инфраструктура развита следующим образом:
- электрификация: 99,1 %;
- водоснабжение: 49,3 %;
- водоотведение: 97,7 %.

## Туризм
Для нужд туристов в муниципалитете работает около 30 отелей, а также множество пляжей.